# 7043 Ґодарт
7043 Ґодарт (7043 Godart) — астероїд головного поясу, відкритий 2 вересня 1934 року.
Тіссеранів параметр щодо Юпітера — 3,602.